# Copa Europa de Fútbol de ConIFA 2017

La Copa Europa de Fútbol de ConIFA de 2017 fue la segunda edición de la Copa Europa de Fútbol de ConIFA. El campeonato se desarrolló en Chipre del Norte entre 4 y 10 de junio de 2017. Padania se consagró campeón del torneo tras vencer en los penales al Chipre del Norte.

## Participantes
En cursiva los equipos debutantes
| Equipos participantes | Equipos participantes | Equipos participantes | Equipos participantes |
| --------------------- | --------------------- | --------------------- | --------------------- |
| Abjasia               | Chipre del Norte      | Osetia del Sur        | Kárpátalja            |
| Felvidék              | Ellan Vannin          | Padania               | País Székely          |

## Sedes
| Ciudad    | Estadio                    | Capacidad |
| --------- | -------------------------- | --------- |
| Nicosia   | Estadio Atatürk de Nicosia | 28.000    |
| Kyrenia   | Mete Adanır Stadyumu       | 1.500     |
| Famagusta | Dr. Fazil Kucuk Stadium    | 7.000     |
| Morphou   | Estadio Zafer              | 7.000     |

## Partidos

### Grupo A
| Selección        | PJ | PG | PE | PP | GF | GC | Dif. | Pts |
| ---------------- | -- | -- | -- | -- | -- | -- | ---- | --- |
| Chipre del Norte | 3  | 2  | 1  | 0  | 9  | 0  | +9   | 7   |
| Abjasia          | 3  | 1  | 2  | 0  | 4  | 3  | +1   | 5   |
| Kárpátalja       | 3  | 1  | 1  | 1  | 6  | 4  | +2   | 4   |
| Osetia del Sur   | 3  | 0  | 0  | 3  | 2  | 14 | −12  | 0   |

| 04 de junio de 2017 | Chipre del Norte | 1-0 | Kárpátalja | Estadio Atatürk de Nicosia, Nicosia |  |
| 20:00               | Yaşınses 89'     |     |            |                                     |  |

| 05 de junio de 2017 | Abjasia                    | 2-1 | Osetia del Sur | Mete Adanır Stadium, Kyrenia |  |
| 20:00               | Kortava 1' · Shoniya 90+1' |     | Kadjaev 61'    |                              |  |

| 06 de junio de 2017 | Osetia del Sur | 0-8 | Chipre del Norte                                                                      | Mete Adanır Stadium, Kyrenia |  |
| 20:00               |                |     | Yaşınses 13' · Taşkıran 15', 20', 58' · Çıdamlı 57', 68' · Turan 62' (pen.) · Gök 88' |                              |  |

| 06 de junio de 2017 | Kárpátalja            | 2-2 | Abjasia          | Estadio Atatürk de Nicosia, Nicosia |  |
| 20:00               | Szabó 33' · Roman 77' |     | Semenov 20', 50' |                                     |  |

| 07 de junio de 2017 | Osetia del Sur | 1-4 | Kárpátalja                                    | Dr. Fazıl Küçük Stadium, Famagusta |  |
| 20:00               | Kochiev 85'    |     | Mile 20' · Baksa 33' · Barta 45+1' · Kész 62' |                                    |  |

| 07 de junio de 2017 | Chipre del Norte | 0-0 | Abjasia | Üner Berkalp Stadium, Morfou |  |
| 20:00               |                  |     |         |                              |  |

### Grupo B
| Selección    | PJ | PG | PE | PP | GF | GC | Dif. | Pts |
| ------------ | -- | -- | -- | -- | -- | -- | ---- | --- |
| Padania      | 3  | 2  | 1  | 0  | 4  | 1  | +3   | 7   |
| País Székely | 3  | 1  | 1  | 1  | 5  | 4  | +1   | 4   |
| Ellan Vannin | 3  | 1  | 0  | 2  | 3  | 5  | −2   | 3   |
| Felvidék     | 3  | 1  | 0  | 2  | 1  | 3  | −2   | 3   |

| 05 de junio de 2017 | Padania  | 1-0 | Ellan Vannin | Üner Berkalp Stadium, Morphou |  |
| 20:00               | Rota 70' |     |              |                               |  |

| 05 de junio de 2017 | Felvidék   | 1-0 | País Székely | Dr. Fazıl Küçük Stadium, Famagusta |  |
| 20:00               | Križan 55' |     |              |                                    |  |

| 06 de junio de 2017 | País Székely | 1-1 | Padania | Dr. Fazıl Küçük Stadium, Famagusta |  |
| 20:00               | Szőcs 81'    |     | Rota 8' |                                    |  |

| 06 de junio de 2017 | Ellan Vannin | 1-0 | Felvidék | Üner Berkalp Stadium, Morphou |  |
| 20:00               | Bass 52'     |     |          |                               |  |

| 07 de junio de 2017 | Ellan Vannin      | 2-4 | País Székely                    | Mete Adanır Stadium, Kyrenia |  |
| 20:00               | McNultey 79', 86' |     | Bajkó 13', 36', 69' (pen.), 75' |                              |  |

| 07 de junio de 2017 | Padania               | 2-0 | Felvidék | Estadio Atatürk de Nicosia, Nicosia del Norte |  |
| 20:00               | Rota 62' · Rosset 90' |     |          |                                               |  |

### Ronda de Consolación
| 09 de junio de 2017 | Osetia del Sur | 0-2 | Felvidék       | Dr. Fazıl Küçük Stadium, Famagusta |  |
| 20:00               |                |     | Molnár 5', 42' |                                    |  |

| 09 de junio de 2017 | Kárpátalja                             | 3-3 (5-4 p.) | Ellan Vannin                       | Üner Berkalp Stadium, Morphou |  |
| 20:00               | Kelly 2' (a.g.) · Fodor 30' · Kész 61' |              | Cown 23' · Cannell 61' · Doyle 83' |                               |  |

### Semifinales
| 09 de junio de 2017 | Chipre del Norte     | 2-0 | País Székely | Estadio Atatürk de Nicosia, Nicosia |  |
| 20:00               | Onet 16' · Turan 83' |     |              |                                     |  |

| 09 de junio de 2017 | Padania | 0-0 (6-5 p.) | Abjasia | Mete Adanır Stadium, Kyrenia |  |
| 20:00               |         |              |         |                              |  |

### Tercer Lugar
| 10 de junio de 2017 | País Székely                      | 3-1 | Abjasia    | Mete Adanır Stadium, Kyrenia |  |
| 18:00               | Csürös 9' · Szőcs 24' · Bajkó 36' |     | Kortava 3' |                              |  |

### Final
| 10 de junio de 2017 | Padania      | 1-1 (4-2 p.) | Chipre del Norte | Estadio Atatürk de Nicosia, Nicosia |  |
| 20:00               | Pllumbaj 23' |              | Turan 52'        |                                     |  |

| Bandera de Padania |
| Campeón Padania    |
| segundo título     |

## Goleadores
| 5 goles - Barna Bajko | 3 goles - Ertaç Taşkıran - Halil Turan - Andrea Rota | 2 goles - Dmitri Kortava - Anatoli Semenov - Ciaran McNultey - Attila Molnár - Kész Tibor - László Szőcs - İbrahim Çıdamlı - Mustafa Yaşınses | 1 gol - Ruslan Shoniya - Chriss Bass, Jr - Liam Cowin - Chris Cannell - Sean Doyle - Richard Krizan - Ferenc Barta - Krisztián Mile - Szabó Roland - Ohar Roman - Zoltan Baksa - Norbert Fodor - Uğur Gök - Serhan Önet - Ersid Plumbaj - William Rosset - Alan Kadjaev - Solsan Kochiev - Attila Csürös - Petru Silion | Gol en contra - Marc Kelly (en el partido Kárpátalja vs Ellan Vannin) |

## Clasificación final
| Pos | Equipo           | PJ | G | E | P | GF | GC | DG  | Pts |
| --- | ---------------- | -- | - | - | - | -- | -- | --- | --- |
| 1   | Padania          | 5  | 2 | 3 | 0 | 5  | 2  | +3  | 9   |
| 2   | Chipre del Norte | 5  | 3 | 2 | 0 | 12 | 1  | +11 | 11  |
| 3   | País Székely     | 5  | 2 | 1 | 2 | 8  | 7  | +1  | 7   |
| 4   | Abjasia          | 5  | 1 | 3 | 1 | 5  | 6  | -1  | 6   |
| 5   | Kárpátalja       | 4  | 1 | 2 | 1 | 9  | 7  | +2  | 5   |
| 6   | Ellan Vannin     | 4  | 1 | 1 | 2 | 6  | 8  | -2  | 4   |
| 7   | Felvidék         | 4  | 2 | 0 | 2 | 3  | 3  | 0   | 6   |
| 8   | Osetia del Sur   | 4  | 0 | 0 | 4 | 2  | 16 | -14 | 0   |